# Усманов, Абубакир Нурианович
Абубаки́р Нуриа́нович Усма́нов (баш. Әбүбәкер Нурийән улы Усманов; 24 апреля 1910, Имяново, Уфимская губерния — 13 июня 1982, Уфа) — советский историк, фольклорист, кандидат исторических наук (1960). Заслуженный деятель науки Башкирской АССР (1970). Член Союза писателей (1948).

## Биография
Родился 24 апреля 1910 года в деревне Имяново. Окончил педагогический техникум, ас 1930 года работал председателем бюро пионеров Бирского городского комитета ВЛКСМ.
В 1933 году окончил Башкирский педагогический институт имени К. А. Тимирязева (ныне Уфимский университет науки и технологий).
В 1932—1937 годах являлся заведующим отделом культуры и пропаганды Обкома ВЛКСМ.
С 1937 года работал в Институте истории, языка и литературы Башкирского филиала Академии наук СССР. В 1937—1940 гг. и 1943—1951 гг. являлся директором данного института.
В 1940—1941 гг. начальник Управления по делам искусств при Совете народных комиссаров Башкирской АССР.
В 1941—1943 гг. являлся секретарём Башкирского областного комитета ВКП (б).
Избирался депутатом Верховного Совета Башкирской АССР Бакалинскому округу № 100.
До 1971 года являлся научным сотрудником Института истории, языка и литературы БФ АН СССР.
Похоронен на Мусульманском кладбище в Уфе.

## Научная деятельность
Усманов Абубакир Нурианович является автором более 70 научных работ. Исследовал проблемы присоединения Башкирии к Русскому государству, участия башкир в Отечественной войне 1812 года и в Крестьянской войне 1773—1775 гг.
Также занимался сбором, исследованием и публикацией башкирского фольклора.

### Научные труды
- Салауат батыр. — Өфө, Китап — 1945. (баш.)
- Дружба русского, украинского и башкирского народов: пер. с украинск. — Киев: Витчизна, 1954.
- Башҡортостан Россияға ҡушылған осорҙағы тарихи шарттар // Башҡортостан уҡыутыусыһы. — Өфө, 1957. — № 6. (баш.)
- Присоединение Башкирии к Московскому государству. — Уфа, 1960.
- Башкирский народ в Отечественной войне 1812 года. — Уфа, 1964.
- Кинзя Арсланов — выдающийся сподвижник Пугачева: исторические записки. — М., 1961. — № 71.
- По страницам «Отводной книги» // Вечерняя Уфа. — 1970. — № 55, 59, 69, 71, 72.
- Развитие земледелия в Башкирии в третьей четверти 18 века // Из истории феодализма и капитализма в Башкирии. — Уфа, 1971. — С. 22—74.
- Добровольное присоединение Башкирии к Русскому государству. — Уфа, 1982.

## Память
- В Уфе на доме, в котором жил учёный, была установлена мемориальная доска.